# سد جريشك
سد جريشك (بالإنجليزية: Grishk Dam)‏ هو سد ومحطة طاقة على نهر هلمند، يقع بالقرب من مدينة جريشك في ولاية هلمند في أفغانستان.
في عام 2005.

## تفجير السد
أُلقي القبض على مجموعة من عشرين مقاتلاً من طالبان خلال عملية أمريكية أفغانية مشتركة اثناء محاولتهم تفجير السد.